# 無色海豬魚
無色海豬魚（学名：Halichoeres discolor），為輻鰭魚綱鱸形目隆頭魚亞目隆頭魚科的其中一種，其种加词“discolor ”意为“异色的”。被IUCN列為易危保育類動物，分布於中東太平洋的哥斯大黎加可可島海域，棲息深度4-30公尺，體長可達15公分，棲息在珊瑚礁區，生活習性不明。